# Louis Lemieux
Louis Lemieux, né le 14 septembre 1957 à Québec, est un journaliste et homme politique québécois.
Depuis l'élection de 2018, il est député de Saint-Jean pour la Coalition avenir Québec à l'Assemblée nationale du Québec. 

## Biographie
Né le 14 septembre 1957 à Québec, Louis Lemieux est journaliste à Radio-Canada de 1978 à 2014. Il est correspondant dans différentes régions du Canada à partir de 1978 puis chef d'antenne à partir de 2003 jusqu'en 2014 au Réseau de l'information (RDI). Il travaille ensuite pour RNC Media pendant 1 an. 

### Député
Il est candidat de la CAQ dans Saint-Jean pour les élections générales québécoises de 2018, qu'il remporte. 
Il est membre de la Commission de la culture et de l'éducation et de la Commission des institutions depuis novembre 2018. Il est aussi adjoint parlementaire de la ministre de la Culture et des Communications depuis le même mois.

## Résultats électoraux
|                                                                                               | Nom                       | Parti              | Nombre de voix | %      | Maj.   |
| --------------------------------------------------------------------------------------------- | ------------------------- | ------------------ | -------------- | ------ | ------ |
|                                                                                               | Louis Lemieux (sortant)   | Coalition avenir   | 21 734         | 50,7 % | 13 486 |
|                                                                                               | Alexandre Girard-Duchaine | Parti québécois    | 8 248          | 19,2 % | -      |
|                                                                                               | Pierre-Luc Lavertu        | Québec solidaire   | 6 334          | 14,8 % | -      |
|                                                                                               | Dominick Melnitzky        | Conservateur       | 3 603          | 8,4 %  | -      |
|                                                                                               | Benjamin Roy              | Libéral            | 2 565          | 6 %    | -      |
|                                                                                               | Denis Thériault           | Climat Québec      | 290            | 0,7 %  | -      |
|                                                                                               | Raymond Choquette         | Démocratie directe | 133            | 0,3 %  | -      |
| Total                                                                                         | Total                     | Total              | 42 907         | 100 %  |        |
| Le taux de participation lors de l'élection était de 69,7 % et 718 bulletins ont été rejetés. |                           |                    |                |        |        |

|                                                                                               | Nom                     | Parti               | Nombre de voix | %      | Maj.  |
| --------------------------------------------------------------------------------------------- | ----------------------- | ------------------- | -------------- | ------ | ----- |
|                                                                                               | Louis Lemieux           | Coalition avenir    | 16 789         | 39,5 % | 3 618 |
|                                                                                               | Dave Turcotte (sortant) | Parti québécois     | 13 171         | 31 %   | -     |
|                                                                                               | Simon Lalonde           | Québec solidaire    | 6 137          | 14,4 % | -     |
|                                                                                               | Vanessa Parent          | Libéral             | 4 946          | 11,6 % | -     |
|                                                                                               | Véronique Langlois      | Vert                | 694            | 1,6 %  | -     |
|                                                                                               | Philippe Perreault      | Conservateur        | 368            | 0,9 %  | -     |
|                                                                                               | Louis St-Jacques        | Citoyens au pouvoir | 240            | 0,6 %  | -     |
|                                                                                               | Geneviève Ruel          | NPD Québec          | 159            | 0,4 %  | -     |
| Total                                                                                         | Total                   | Total               | 42 504         | 100 %  |       |
| Le taux de participation lors de l'élection était de 71,3 % et 809 bulletins ont été rejetés. |                         |                     |                |        |       |